# Gran Premio Industria e Artigianato 1979
Il Gran Premio Industria e Artigianato 1979, tredicesima edizione della corsa e terza con questa denominazione, si svolse il 3 maggio su un percorso di 220 km, con partenza e arrivo a Larciano. Fu vinto dall'italiano Vittorio Algeri della Sapa Assicurazioni-Frontini davanti ai suoi connazionali Francesco Moser e Pierino Gavazzi.

## Ordine d'arrivo (Top 10)
| Pos. | Corridore                | Squadra                     | Tempo    |
| ---- | ------------------------ | --------------------------- | -------- |
| 1    | Vittorio Algeri          | Sapa Assicurazioni-Frontini | 5h56'00" |
| 2    | Francesco Moser          | Sanson-Luxor TV             |          |
| 3    | Pierino Gavazzi          | Zonca                       |          |
| 4    | Giuseppe Martinelli      | San Giacomo                 |          |
| 5    | Giuseppe Saronni         | Scic-Bottecchia             |          |
| 6    | Mario Fraccaro           | Mecap-Hoonved               |          |
| 7    | Gianbattista Baronchelli | Magniflex-Famcucine         |          |
| 8    | Glauco Santoni           | Bianchi-Faema               |          |
| 9    | Bruno Zanoni             | C.B.M. Fast-Gaggia          |          |
| 10   | Franco Conti             | San Giacomo                 |          |